# Lista de prefeitos eleitos no Acre em 1996
Na formação desta lista foram consultados arquivos on line do Tribunal Regional Eleitoral e Tribunal Superior Eleitoral, sendo à época do pleito o Acre possuía 22 municípios.
A referida disputa aconteceu dois anos após as eleições estaduais no Acre em 1994 e aconteceram nos dias 3 de outubro, o 1º turno e 15 de novembro, o 2º turno, ocasião em que Orleir Messias Cameli era governador do estado.

## Prefeitos eleitos peloPMDB
O partido triunfou em 9 municípios, o equivalente a 40,91% do total.
| Bandeira              | Município            | Prefeito eleito                | Partido | Nascido em           | UF             |
| --------------------- | -------------------- | ------------------------------ | ------- | -------------------- | -------------- |
| Bandeira desconhecida | Brasiléia            | Aldemir Lopes da Silva         | PMDB    | Brasiléia            | Acre           |
| Bandeira desconhecida | Bujari               | João Edvaldo Teles de Lima     | PMDB    | Tarauacá             | Acre           |
| Cruzeiro do Sul       | Cruzeiro do Sul      | Aluizio Bezerra de Oliveira    | PMDB    | Mâncio Lima          | Acre           |
| Bandeira desconhecida | Jordão               | Esperidião Menezes Júnior      | PMDB    | Tarauacá             | Acre           |
| Mâncio Lima           | Mâncio Lima          | Paulo Lima Dene                | PMDB    | Rio de Janeiro       | Rio de Janeiro |
| Bandeira desconhecida | Marechal Thaumaturgo | Leandro Tavares de Almeida     | PMDB    | Marechal Thaumaturgo | Acre           |
| Mâncio Lima           | Porto Walter         | Vanderley Messias Sales        | PMDB    | Cruzeiro do Sul      | Acre           |
| Rio Branco            | Rio Branco           | Mauri Sérgio Moura de Oliveira | PMDB    | Xapuri               | Acre           |
| Rodrigues Alves       | Rodrigues Alves      | Rui Matos Said Maia            | PMDB    |                      |                |

## Prefeitos eleitos peloPPB
O partido triunfou em 5 municípios, o equivalente a 22,73% do total.
| Bandeira              | Município           | Prefeito eleito             | Partido | Nascido em | UF   |
| --------------------- | ------------------- | --------------------------- | ------- | ---------- | ---- |
| Bandeira desconhecida | Assis Brasil        | José Monteiro da Silva      | PPB     |            |      |
| Bandeira desconhecida | Capixaba            | Lourival Mustafá de Andrade | PPB     | Rio Branco | Acre |
| Bandeira desconhecida | Epitaciolândia      | Luiz Brandão Hassem         | PPB     | Xapuri     | Acre |
| Bandeira desconhecida | Feijó               | Romildo Magalhães da Silva  | PPB     | Feijó      | Acre |
| Bandeira desconhecida | Santa Rosa do Purus | Manoel Lopes Duarte         | PPB     |            |      |

## Prefeitos eleitos peloPFL
O partido triunfou em 4 municípios, o equivalente a 18,18% do total.
| Bandeira              | Município         | Prefeito eleito                | Partido | Nascido em        | UF       |
| --------------------- | ----------------- | ------------------------------ | ------- | ----------------- | -------- |
| Bandeira desconhecida | Acrelândia        | Paulo César Ferreira de Araújo | PFL     | Acrelândia        | Acre     |
| Plácido de Castro     | Plácido de Castro | Luiz Pereira de Lima           | PFL     | Plácido de Castro | Acre     |
| Bandeira desconhecida | Porto Acre        | José Ruy Coelho de Albuquerque | PFL     | Tarauacá          | Acre     |
| Bandeira desconhecida | Sena Madureira    | Antônia França de Oliveira     | PFL     | Boca do Acre      | Amazonas |

## Prefeitos eleitos peloPT
O partido triunfou em 3 municípios, o equivalente a 13,64% do total.
| Bandeira              | Município     | Prefeito eleito          | Partido | Nascido em | UF          |
| --------------------- | ------------- | ------------------------ | ------- | ---------- | ----------- |
| Bandeira desconhecida | Manoel Urbano | Jorge Almeida da Silva   | PT      |            |             |
| Bandeira desconhecida | Tarauacá      | Jasone Ferreira da Silva | PT      | Poxoréu    | Mato Grosso |
| Xapuri                | Xapuri        | Júlio Barbosa de Aquino  | PT      | Xapuri     | Acre        |

## Prefeitos eleitos peloPMN
O partido triunfou em 1 município, o equivalente a 4,54% do total.
| Bandeira              | Município        | Prefeito eleito               | Partido | Nascido em | UF   |
| --------------------- | ---------------- | ----------------------------- | ------- | ---------- | ---- |
| Bandeira desconhecida | Senador Guiomard | Manoel Gomes Socorro da Silva | PMN     | Rio Branco | Acre |